# Нордхайм (Тюрингия)
Нордхайм (нем. Nordheim) — посёлок в Германии, в земле Тюрингия.
Входит в состав района Шмалькальден-Майнинген. Подчиняется управлению Грабфельд. Население — 254 чел. Занимает площадь 7,91 км².

## Фотографии

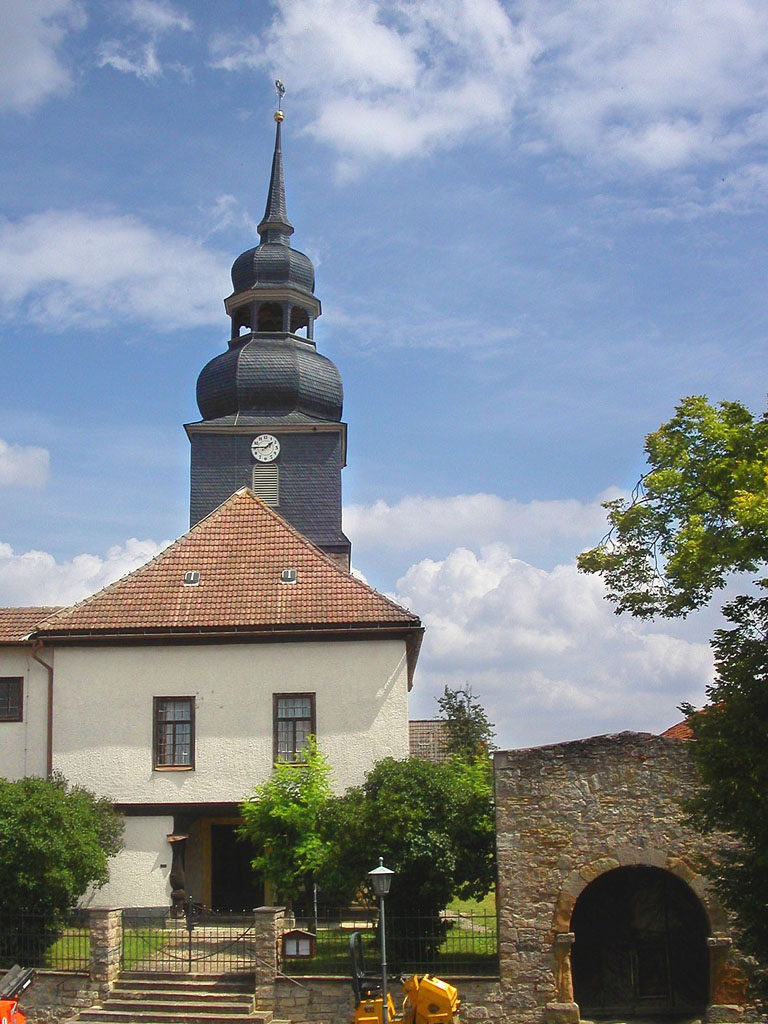
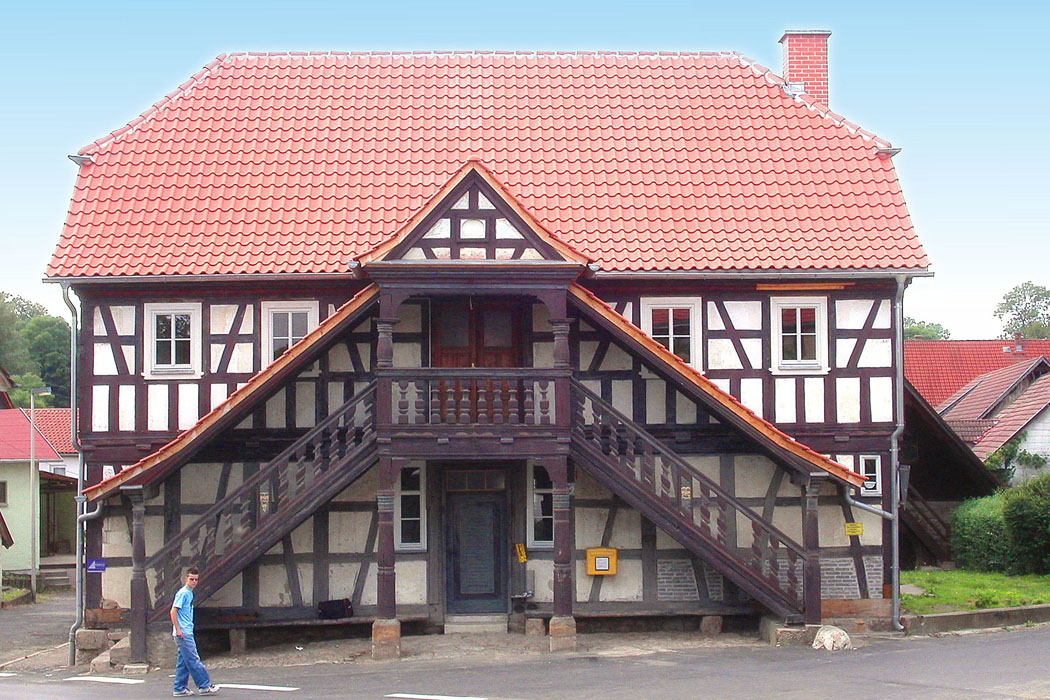
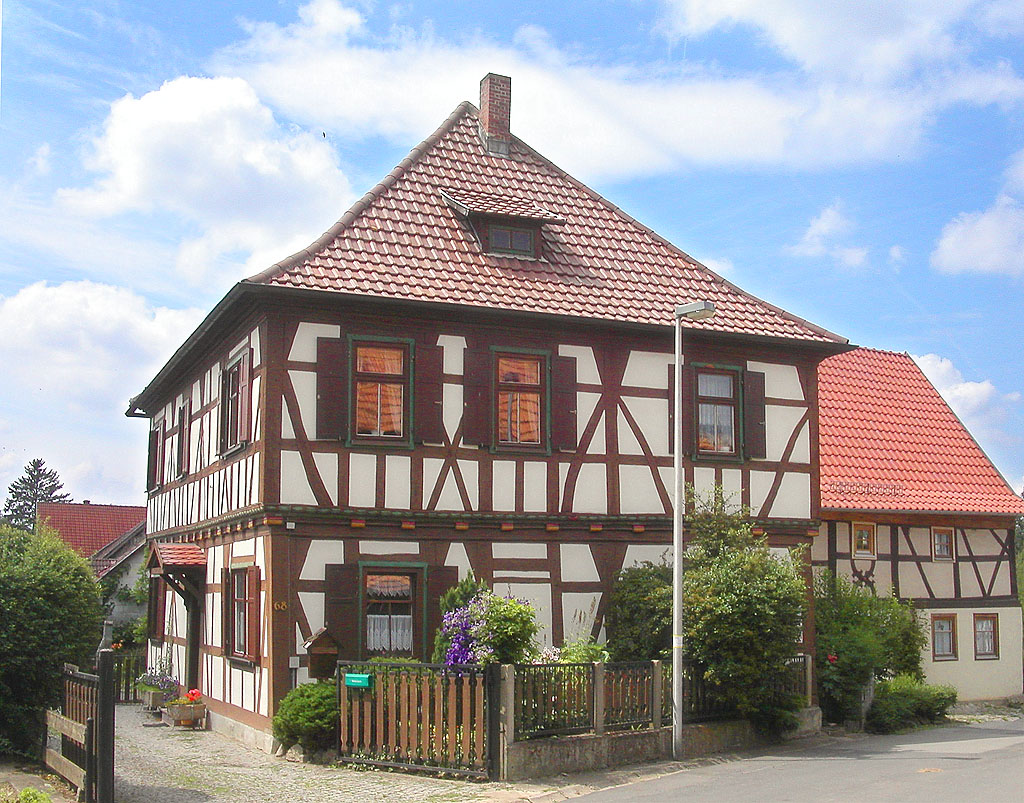